# キッチン・ウォーズ
『AJINOMOTO Presents キッチン・ウォーズ』（あじのもと プレゼンツ キッチン・ウォーズ）は、フジテレビ系列で2006年2月25日の21:00 - 22:54（JST、プレミアムステージ枠）に放送されたテレビドラマである。ハイビジョン制作。

## 概要
主人公・真琴（天海祐希）は、仕事はバリバリこなすが、家事・育児は夫に任せきりだった。そんなある日、夫・哲也（佐々木蔵之介）の交通事故死により苦手な家事や料理に悪戦苦闘しながらも家族の再生を目指すというドラマ。

## キャスト
- 香坂真琴 - 天海祐希
- 杉野さくら - 松坂慶子
- 香坂哲也 - 佐々木蔵之介
- 中山千秋 - 西田尚美
- ルンバ山田 - 武田真治
- 香坂麻世 - 福地亜紗美
- 泉幸夫 - 勝村政信
- 横山美智 - 大塚寧々
- 香坂春子 - 赤木春恵

ほか

## スタッフ
- 脚本：福田靖
- プロデューサー：岡島政利（こころ）
- プロデュース：長部聡介、牧野正
- 演出：河毛俊作
- 提供：味の素株式会社
- 制作：フジテレビドラマ制作センター
- 制作著作：フジテレビ